# Rolf Priemer
Rolf Priemer (* 15. November 1940 in Bremen; † 29. Januar 2017 in Bonn) war ein deutscher Parteifunktionär (DKP) und Journalist.
Von 1996 bis 2008 war er stellvertretender Vorsitzender der Deutschen Kommunistische Partei (DKP) und von 1996 bis 2007 Chefredakteur des Zentralorgans Unsere Zeit (UZ).

## Leben
Nach einer Ausbildung zum Schriftsetzer begann er 1962 ein Volontariat bei der in Dortmund herausgegebenen sozialistischen Jugendzeitschrift elan, dem späteren Verbandsorgan der Sozialistischen Deutschen Arbeiterjugend (SDAJ). Inzwischen verantwortlicher Redakteur beendete er seine Tätigkeit 1967 und beteiligte sich 1968 an der Gründung der SDAJ, deren Vorsitzender er bis 1974 war. Bereits 1960 war er der verbotenen KPD beigetreten.
Anschließend war Priemer Mitglied des Präsidiums und des Sekretariats des Parteivorstands der DKP und war unter anderem für Jugendarbeit zuständig. Von 1978 bis 1986 war er Bezirksvorsitzender der DKP Saarland. Nach parteiinternen Auseinandersetzungen über die politische Ausrichtung der DKP nach der Wende und friedlichen Revolution in der DDR und der Deutschen Wiedervereinigung wurde Priemer 1990 einer der Parteisprecher und 1996 stellvertretender Vorsitzender der DKP. 1996 wurde er Chefredakteur des Zentralorgans Unsere Zeit. Im Februar 2007 übernahm Wolfgang Teuber diese Aufgabe. Priemer lebte zuletzt in Bonn.

## Veröffentlichungen
- Heinz Stehr, Rolf Priemer (Hrsg.): 25 Jahre DKP: eine Geschichte ohne Ende (= Edition Marxistische Blätter). Neue Impulse Verlag, Essen, 1993, ISBN 978-3-910080-01-0